# Авъл Вергиний Трикост Целимонтан (консул 469 пр.н.е.)
Вижте пояснителната страница за други личности с името Авъл Вергиний Трикост Целимонтан.
Авъл Вергиний Трикост Целимонтан (на латински: Aulus Virginius Tricostus Caeliomontanus) e политик от ранната Римска република през 5 век пр.н.е.
Произлиза от патрицианската фамилия Вергинии. Син е на Авъл Вергиний Трикост Целимонтан (консул 494 пр.н.е.) и брат на Спурий Вергиний Трикост Целимонтан (консул 456 пр.н.е.).
През 469 пр.н.е. той е консул с Тит Нумиций Приск и се бие против волските и еквите. През 467 пр.н.е. той отива в новата колония Анциум с Тит Квинкций Капитолин Барбат и Публий Фурий Медулин Фуз.